# The Leguminosae of Madagascar
The Leguminosae of Madagascar (abreviado Legum. Madagascar (J.M. Bosser et al.)) es un libro con ilustraciones y descripciones botánicas que fue escrito conjuntamente por Bosser, Du Puy, Rabevohitra, Villiers, Labat & J.F.Moat y publicado por el Real Jardín Botánico de Kew en el año 2002. Comprende, 737 páginas, 64p. of col. plates : ill. (some col.), figs., maps; Bibliography: p.715-722.